# Kodak Black/Diskografie
Diese Diskografie ist eine Übersicht über die musikalischen Werke des US-amerikanisch-haitianischen Rappers Kodak Black. Den Schallplattenauszeichnungen zufolge hat er bisher mehr als 66,7 Millionen Tonträger verkauft, davon alleine in seiner Heimat über 60 Millionen. Seine erfolgreichste Veröffentlichung ist die Single Drowning mit über 11,3 Millionen verkauften Einheiten.

## Alben

### Studioalben
| Jahr | Titel Musiklabel                              | Höchstplatzierung, Gesamtwochen, AuszeichnungChartplatzierungen (Jahr, Titel, Musiklabel, Platzierungen, Wochen, Auszeichnungen, Anmerkungen) | Höchstplatzierung, Gesamtwochen, AuszeichnungChartplatzierungen (Jahr, Titel, Musiklabel, Platzierungen, Wochen, Auszeichnungen, Anmerkungen) | Höchstplatzierung, Gesamtwochen, AuszeichnungChartplatzierungen (Jahr, Titel, Musiklabel, Platzierungen, Wochen, Auszeichnungen, Anmerkungen) | Höchstplatzierung, Gesamtwochen, AuszeichnungChartplatzierungen (Jahr, Titel, Musiklabel, Platzierungen, Wochen, Auszeichnungen, Anmerkungen) | Höchstplatzierung, Gesamtwochen, AuszeichnungChartplatzierungen (Jahr, Titel, Musiklabel, Platzierungen, Wochen, Auszeichnungen, Anmerkungen) | Anmerkungen                                                   |
| Jahr | Titel Musiklabel                              | DE | AT | CH | UK | US | Anmerkungen                                                   |
| ---- | --------------------------------------------- | --- | --- | --- | --- | --- | ------------------------------------------------------------- |
| 2017 | Painting Pictures Atlantic Records (WMG)      | — | — | — | — | US3 Platin · (53 Wo.)US | Erstveröffentlichung: 31. März 2017 Verkäufe: + 1.007.500     |
| 2018 | Dying to Live Atlantic Records (WMG)          | — | — | — | UK74 (1 Wo.)UK | US1 Platin · (60 Wo.)US | Erstveröffentlichung: 14. Dezember 2018 Verkäufe: + 1.017.500 |
| 2020 | Bill Israel Atlantic Records (WMG)            | — | — | — | — | US42 (3 Wo.)US | Erstveröffentlichung: 11. November 2020                       |
| 2022 | Back for Everything Atlantic Records (WMG)    | — | — | — | — | US2 Gold · (31 Wo.)US | Erstveröffentlichung: 25. Februar 2022 Verkäufe: + 500.000    |
| 2022 | Kutthroat Bill: Vol. 1 Atlantic Records (WMG) | — | — | — | — | US8 (5 Wo.)US | Erstveröffentlichung: 28. Oktober 2022                        |
| 2023 | Pistolz & Pearlz Atlantic Records (WMG)       | — | — | — | — | US19 (2 Wo.)US | Erstveröffentlichung: 26. Mai 2023                            |
| 2023 | When I Was Dead Capitol Records (UMG)         | — | — | — | — | US74 (1 Wo.)US | Erstveröffentlichung: 10. November 2023                       |

### Mixtapes
| Jahr | Titel Musiklabel                         | Höchstplatzierung, Gesamtwochen, AuszeichnungChartplatzierungen (Jahr, Titel, Musiklabel, Platzierungen, Wochen, Auszeichnungen, Anmerkungen) | Höchstplatzierung, Gesamtwochen, AuszeichnungChartplatzierungen (Jahr, Titel, Musiklabel, Platzierungen, Wochen, Auszeichnungen, Anmerkungen) | Höchstplatzierung, Gesamtwochen, AuszeichnungChartplatzierungen (Jahr, Titel, Musiklabel, Platzierungen, Wochen, Auszeichnungen, Anmerkungen) | Höchstplatzierung, Gesamtwochen, AuszeichnungChartplatzierungen (Jahr, Titel, Musiklabel, Platzierungen, Wochen, Auszeichnungen, Anmerkungen) | Höchstplatzierung, Gesamtwochen, AuszeichnungChartplatzierungen (Jahr, Titel, Musiklabel, Platzierungen, Wochen, Auszeichnungen, Anmerkungen) | Anmerkungen                                                 |
| Jahr | Titel Musiklabel                         | DE | AT | CH | UK | US | Anmerkungen                                                 |
| ---- | ---------------------------------------- | --- | --- | --- | --- | --- | ----------------------------------------------------------- |
| 2016 | Lil B.I.G. Pac Dollaz N Dealz            | — | — | — | — | US134 (16 Wo.)US | Erstveröffentlichung: 11. Juni 2016                         |
| 2017 | Project Baby 2 Atlantic Records (WMG)    | — | — | — | — | US2 Platin · (85 Wo.)US | Erstveröffentlichung: 18. August 2017 Verkäufe: + 1.007.500 |
| 2018 | Heart Break Kodak Atlantic Records (WMG) | — | — | — | — | US25 Gold · (4 Wo.)US | Erstveröffentlichung: 14. Februar 2018 Verkäufe: + 500.000  |
| 2021 | Haitian Boy Kodak Atlantic Records (WMG) | — | — | — | — | US25 (2 Wo.)US | Erstveröffentlichung: 14. Mai 2021                          |

Weitere Mixtapes
- 2013: Project Baby
- 2014: Heart of the Projects
- 2015: Institution

### EPs
| Jahr | Titel Musiklabel                            | Höchstplatzierung, Gesamtwochen, AuszeichnungChartplatzierungen (Jahr, Titel, Musiklabel, Platzierungen, Wochen, Auszeichnungen, Anmerkungen) | Höchstplatzierung, Gesamtwochen, AuszeichnungChartplatzierungen (Jahr, Titel, Musiklabel, Platzierungen, Wochen, Auszeichnungen, Anmerkungen) | Höchstplatzierung, Gesamtwochen, AuszeichnungChartplatzierungen (Jahr, Titel, Musiklabel, Platzierungen, Wochen, Auszeichnungen, Anmerkungen) | Höchstplatzierung, Gesamtwochen, AuszeichnungChartplatzierungen (Jahr, Titel, Musiklabel, Platzierungen, Wochen, Auszeichnungen, Anmerkungen) | Höchstplatzierung, Gesamtwochen, AuszeichnungChartplatzierungen (Jahr, Titel, Musiklabel, Platzierungen, Wochen, Auszeichnungen, Anmerkungen) | Anmerkungen                         |
| Jahr | Titel Musiklabel                            | DE | AT | CH | UK | US | Anmerkungen                         |
| ---- | ------------------------------------------- | --- | --- | --- | --- | --- | ----------------------------------- |
| 2021 | Happy Birthday Kodak Atlantic Records (WMG) | — | — | — | — | US180 (1 Wo.)US | Erstveröffentlichung: 11. Juni 2021 |

## Singles

### Als Leadmusiker
| Jahr | Titel Album                          | Höchstplatzierung, Gesamtwochen, AuszeichnungChartplatzierungen (Jahr, Titel, Album, Platzierungen, Wochen, Auszeichnungen, Anmerkungen) | Höchstplatzierung, Gesamtwochen, AuszeichnungChartplatzierungen (Jahr, Titel, Album, Platzierungen, Wochen, Auszeichnungen, Anmerkungen) | Höchstplatzierung, Gesamtwochen, AuszeichnungChartplatzierungen (Jahr, Titel, Album, Platzierungen, Wochen, Auszeichnungen, Anmerkungen) | Höchstplatzierung, Gesamtwochen, AuszeichnungChartplatzierungen (Jahr, Titel, Album, Platzierungen, Wochen, Auszeichnungen, Anmerkungen) | Höchstplatzierung, Gesamtwochen, AuszeichnungChartplatzierungen (Jahr, Titel, Album, Platzierungen, Wochen, Auszeichnungen, Anmerkungen) | Anmerkungen                                                                                      |
| Jahr | Titel Album                          | DE | AT | CH | UK | US | Anmerkungen                                                                                      |
| --- | ------------------------------------ | --- | --- | --- | --- | --- | ------------------------------------------------------------------------------------------------ |
| 2014 | No Flockin’ –                        | — | — | — | UK— SilberUK | US95 ×2Doppelplatin · (1 Wo.)US | Erstveröffentlichung: 27. Juli 2014 Verkäufe: + 2.240.000                                        |
| 2014 | Skrilla –                            | — | — | — | — | — | Erstveröffentlichung: 25. Dezember 2014                                                          |
| 2016 | Skrt –                               | — | — | — | — | US— PlatinUS | Erstveröffentlichung: 12. Februar 2016 Verkäufe: + 1.000.000                                     |
| 2016 | Going Viral –                        | — | — | — | — | — | Erstveröffentlichung: 12. Juli 2016 feat. Boosie Badazz                                          |
| 2016 | There He Go Painting Pictures        | — | — | — | — | US— GoldUS | Erstveröffentlichung: 23. Dezember 2016 Verkäufe: + 500.000                                      |
| 2017 | Tunnel Vision Painting Pictures      | — | — | — | UK— GoldUK | US6 ×6Sechsfachplatin · (20 Wo.)US | Erstveröffentlichung: 16. Februar 2017 Verkäufe: + 6.605.000                                     |
| 2017 | Too Many Years Lil B.I.G. Pac        | — | — | — | UK— SilberUK | US— GoldUS | Erstveröffentlichung: 3. März 2017 Verkäufe: + 700.000                                           |
| 2017 | Horses Fast & Furious 8: The Album   | — | — | — | — | US— ×2DoppelplatinUS | Erstveröffentlichung: 31. März 2017 Verkäufe: + 700.000; feat. PnB Rock & A Boogie wit da Hoodie |
| 2017 | First Day Out –                      | — | — | — | — | US61 Platin · (1 Wo.)US | Erstveröffentlichung: 16. Juni 2017 Verkäufe: + 1.000.000                                        |
| 2017 | Patty Cake Painting Pictures         | — | — | — | — | US76 (3 Wo.)US | Erstveröffentlichung: 9. August 2017                                                             |
| 2017 | Transportin’ Project Baby 2          | — | — | — | UK— SilberUK | US46 Platin · (20 Wo.)US | Erstveröffentlichung: 18. August 2017 Verkäufe: + 1.230.000                                      |
| 2017 | Roll in Peace Project Baby 2         | — | — | — | UK— SilberUK | US31 ×3Dreifachplatin · (26 Wo.)US | Erstveröffentlichung: 7. November 2017 Verkäufe: + 3.275.000; feat. XXXTentacion                 |
| 2017 | Codeine Dreaming Heart Break Kodak   | — | — | — | — | US52 ×2Doppelplatin · (14 Wo.)US | Erstveröffentlichung: 24. November 2017 Verkäufe: + 2.000.000; feat. Lil Wayne                   |
| 2018 | If I’m Lyin, I’m Flyin Dying to Live | — | — | — | — | US56 Platin · (2 Wo.)US | Erstveröffentlichung: 28. September 2018 Verkäufe: + 1.000.000                                   |
| 2018 | Zeze Dying to Live                   | DE37 Gold · (16 Wo.)DE | AT31 (10 Wo.)AT | CH13 (19 Wo.)CH | UK7 Platin · (20 Wo.)UK | US2 ×6Sechsfachplatin · (25 Wo.)US | Erstveröffentlichung: 12. Oktober 2018 Verkäufe: + 7.430.000; feat. Travis Scott & Offset        |
| 2018 | Take One Dying to Live               | — | — | — | — | US81 (1 Wo.)US | Erstveröffentlichung: 16. November 2018                                                          |
| 2018 | Calling My Spirit Dying to Live      | — | — | — | — | US46 ×2Doppelplatin · (17 Wo.)US | Erstveröffentlichung: 30. November 2018 Verkäufe: + 2.000.000                                    |
| 2021 | Super Gremlin Back for Everything    | — | — | — | UK— SilberUK | US3 Platin · (42 Wo.)US | Erstveröffentlichung: 5. November 2021 Verkäufe: + 1.280.000                                     |
| 2022 | Walk Kutthroat Bill: Vol. 1          | — | — | — | — | US100 (1 Wo.)US | Erstveröffentlichung: 16. September 2022                                                         |
| 2023 | Angel Pt. I –                        | DE— aDE | — | — | UK82 (1 Wo.)UK | US65 (2 Wo.)US | Erstveröffentlichung: 19. Mai 2023 mit NLE Choppa, Jimin, Jvke & Muni Long                       |
| Folgende Lieder erschienen nicht als Single, wurden aber durch das Album zum Download und Streaming bereitgestellt und konnten somit eine Platzierung erlangen: |                                      | | | | | |                                                                                                  |
| |                                      | | | | | |                                                                                                  |
| 2017 | Everything 1k Lil B.I.G. Pac         | — | — | — | — | US84 (1 Wo.)US | Charteinstieg: 4. März 2017                                                                      |
| 2017 | Conscience Painting Pictures         | — | — | — | — | US93 Gold · (1 Wo.)US | Charteinstieg: 22. April 2017 Verkäufe: + 500.000; feat. Future                                  |
| 2018 | MoshPit Dying to Live                | — | — | — | — | US58 Gold · (1 Wo.)US | Charteinstieg: 29. Dezember 2018 Verkäufe: + 500.000; feat. Juice Wrld                           |
| 2018 | Testimony Dying to Live              | — | — | — | — | US74 Gold · (1 Wo.)US | Charteinstieg: 29. Dezember 2018 Verkäufe: + 500.000                                             |
| 2018 | Gnarly Dying to Live                 | — | — | — | — | US88 (1 Wo.)US | Charteinstieg: 29. Dezember 2018 feat. Lil Pump                                                  |
| 2022 | Usain Boo Back for Everything        | — | — | — | — | US81 (1 Wo.)US | Charteinstieg: 12. März 2022                                                                     |
| 2022 | I Wish Back for Everything           | — | — | — | — | US90 (1 Wo.)US | Charteinstieg: 12. März 2022                                                                     |
| 2022 | 300 Blackout Kutthroat Bill: Vol. 1  | — | — | — | — | US96 (1 Wo.)US | Charteinstieg: 12. November 2022                                                                 |

### Als Gastmusiker
| Jahr | Titel Album                                   | Höchstplatzierung, Gesamtwochen, AuszeichnungChartplatzierungen (Jahr, Titel, Album, Platzierungen, Wochen, Auszeichnungen, Anmerkungen) | Höchstplatzierung, Gesamtwochen, AuszeichnungChartplatzierungen (Jahr, Titel, Album, Platzierungen, Wochen, Auszeichnungen, Anmerkungen) | Höchstplatzierung, Gesamtwochen, AuszeichnungChartplatzierungen (Jahr, Titel, Album, Platzierungen, Wochen, Auszeichnungen, Anmerkungen) | Höchstplatzierung, Gesamtwochen, AuszeichnungChartplatzierungen (Jahr, Titel, Album, Platzierungen, Wochen, Auszeichnungen, Anmerkungen) | Höchstplatzierung, Gesamtwochen, AuszeichnungChartplatzierungen (Jahr, Titel, Album, Platzierungen, Wochen, Auszeichnungen, Anmerkungen) | Anmerkungen |
| Jahr | Titel Album                                   | DE | AT | CH | UK | US | Anmerkungen |
| --- | --------------------------------------------- | --- | --- | --- | --- | --- | --- |
| 2016 | Benjamins #Freeninobreeze                     | — | — | — | — | — | Erstveröffentlichung: 14. April 2016 Nino Breeze feat. Kodak Black                                                           |
| 2016 | Lockjaw Wave Gods                             | — | — | — | — | US73 ×2Doppelplatin · (13 Wo.)US | Erstveröffentlichung: 27. Mai 2016 Verkäufe: + 2.080.000; French Montana feat. Kodak Black                                   |
| 2016 | Weatherman White Friday (CM9)                 | — | — | — | — | — | Erstveröffentlichung: 16. Dezember 2016 Yo Gotti feat. Kodak Black                                                           |
| 2017 | Drowning The Bigger Artist                    | — | AT— GoldAT | — | UK— PlatinUK | US38 Diamant · (21 Wo.)US | Erstveröffentlichung: 10. März 2017 Verkäufe: + 11.390.000; A Boogie wit da Hoodie feat. Kodak Black                         |
| 2017 | Pills & Automobiles Heartbreak on a Full Moon | — | — | — | UK— SilberUK | US46 ×3Dreifachplatin · (20 Wo.)US | Erstveröffentlichung: 4. August 2017 Verkäufe: + 3.300.000; Chris Brown feat. Yo Gotti, A Boogie wit da Hoodie & Kodak Black |
| 2017 | Bodak Yellow (Remix) –                        | — | — | — | — | — | Erstveröffentlichung: 18. September 2017 Cardi B feat. Kodak Black                                                           |
| 2018 | Wake Up in the Sky Evil Genius                | — | — | CH95 (1 Wo.)CH | UK65 Silber · (4 Wo.)UK | US11 ×6Sechsfachplatin · (26 Wo.)US | Erstveröffentlichung: 13. September 2018 Verkäufe: + 6.580.000; Gucci Mane feat. Bruno Mars & Kodak Black                    |
| 2019 | Bestie –                                      | — | — | — | — | US— GoldUS | Erstveröffentlichung: 31. Januar 2019 Verkäufe: + 500.000; Bhad Bhabie feat. Kodak Black                                     |
| 2021 | Hit Bout It –                                 | — | — | — | — | US67 (1 Wo.)US | Erstveröffentlichung: 19. Februar 2021 Lil Yachty feat. Kodak Black                                                          |
| 2022 | Mopstick They Got Amnesia                     | — | — | — | — | US— GoldUS | Erstveröffentlichung: 26. April 2022 Verkäufe: + 500.000; French Montana feat. Kodak Black                                   |
| 2022 | Silent Hill Mr. Morale & the Big Steppers     | — | — | — | — | US7 (11 Wo.)US | Erstveröffentlichung: 31. Mai 2022 Kendrick Lamar feat. Kodak Black                                                          |
| 2023 | King Snipe Breath of Fresh Air                | — | — | — | — | US100 (1 Wo.)US | Erstveröffentlichung: 13. Januar 2023 Gucci Mane feat. Kodak Black                                                           |
| 2023 | What It Is (Block Boy) –                      | — | — | — | UK63 Silber · (9 Wo.)UK | US29 Platin · (29 Wo.)US | Erstveröffentlichung: 17. März 2023 Verkäufe: + 1.320.000; Doechii feat. Kodak Black                                         |
| Folgende Lieder erschienen nicht als Single, wurden aber durch das Album zum Download und Streaming bereitgestellt und konnten somit eine Platzierung erlangen: |                                               | | | | | | |
| |                                               | | | | | | |
| 2019 | Big Boy Diamonds Woptober II                  | — | — | — | — | US100 Gold · (1 Wo.)US | Charteinstieg: 16. November 2019 Gucci Mane feat. Kodak Black & London on da Track                                           |
| 2021 | Get Ready Soulfly (Deluxe Version)            | — | — | — | — | US91 Gold · (1 Wo.)US | Charteinstieg: 4. September 2021 Rod Wave feat. Kodak Black                                                                  |
| 2022 | Hibachi Live Life Fast                        | — | — | — | — | US91 (1 Wo.)US | Charteinstieg: 1. Januar 2022 Roddy Ricch feat. Kodak Black & 21 Savage                                                      |
| 2022 | How You Did That DS4Ever                      | — | — | — | — | US47 Gold · (2 Wo.)US | Charteinstieg: 22. Januar 2022 Verkäufe: + 500.000; Gunna feat. Kodak Black                                                  |
| 2022 | Voodoo I Never Liked You                      | — | — | — | — | US39 (1 Wo.)US | Charteinstieg: 14. Mai 2022 Future feat. Kodak Black                                                                         |
| 2022 | It Ain’t Safe God Did                         | — | — | — | — | US77 (1 Wo.)US | Charteinstieg: 10. September 2022 DJ Khaled feat. Nardo Wick & Kodak Black                                                   |
| 2022 | Water (Drowning Pt. 2) Me vs. Myself          | — | — | — | — | US97 (1 Wo.)US | Charteinstieg: 24. Dezember 2022 Verkäufe: + 40.000; A Boogie wit da Hoodie feat. Kodak Black                                |
| 2023 | Grandson Almost Healed                        | — | — | — | — | US76 (1 Wo.)US | Charteinstieg: 10. Juni 2023 Lil Durk feat. Kodak Black                                                                      |
| 2024 | Brother Stone Hardstone Psycho                | — | — | — | — | US61 (2 Wo.)US | Charteinstieg: 2024 Don Toliver feat. Kodak Black; Verkäufe: + 40.000                                                        |
| 2024 | Field Trip Vultures 2                         | — | — | CH64 (1 Wo.)CH | UK65 (1 Wo.)UK | US48 (2 Wo.)US | Charteinstieg: 11. August 2024 Kanye West & Ty Dolla Sign als ¥$ feat. Playboi Carti, Kodak Black & Don Toliver              |

## Sonderveröffentlichungen
Gastbeiträge
- 2016: Watch Me Crank (Iceberg feat. Kodak Black)
- 2018: Lower Level (Moneybagg Yo feat. Kodak Black, US: Gold)

## Statistik

### Chartauswertung
|                     | DE    | AT    | CH    | UK    | US     |
| ------------------- | ----- | ----- | ----- | ----- | ------ |
| Nummer-eins-Alben   | DE—DE | AT—AT | CH—CH | UK—UK | US1US  |
| Top-10-Alben        | DE—DE | AT—AT | CH—CH | UK—UK | US5US  |
| Alben in den Charts | DE—DE | AT—AT | CH—CH | UK1UK | US12US |

|                       | DE    | AT    | CH    | UK    | US     |
| --------------------- | ----- | ----- | ----- | ----- | ------ |
| Nummer-eins-Singles   | DE—DE | AT—AT | CH—CH | UK—UK | US—US  |
| Top-10-Singles        | DE—DE | AT—AT | CH—CH | UK1UK | US4US  |
| Singles in den Charts | DE1DE | AT1AT | CH3CH | UK5UK | US40US |

### Auszeichnungen für Musikverkäufe
| Goldene Schallplatte - Dänemark - 2022: für die Single Wake Up in the Sky - 2023: für das Album Dying to Live - 2023: für die Single Tunnel Vision - 2025: für die Single Roll in Peace - 2025: für die Single Drowning - Frankreich - 2022: für die Single Wake Up in the Sky - 2023: für die Single Tunnel Vision - Italien - 2019: für die Single Zeze - 2024: für die Single Wake Up in the Sky - Kanada - 2017: für die Single No Flockin - 2020: für das Lied No More - 2024: für das Lied Water (Drowning Pt. 2) - 2025: für das Lied Brother Stone - Neuseeland - 2021: für das Album Dying to Live - 2022: für das Album Project Baby 2 - 2023: für die Single What It Is (Block Boy) - 2024: für das Album Painting Pictures - Polen - 2024: für die Single What It Is (Block Boy) - 2024: für die Single Drowning - Portugal - 2019: für die Single Zeze - 2022: für die Single Wake Up in the Sky - 2022: für die Single Drowning - Spanien - 2024: für die Single Zeze - Vereinigte Staaten - 2023: für das Lied Real Chill | Platin-Schallplatte - Australien - 2019: für die Single Pills & Automobiles - 2019: für die Single Wake Up in the Sky - 2025: für die Single What It Is (Block Boy) - Brasilien - 2024: für die Single Angel Pt. I - Dänemark - 2021: für die Single Zeze - Frankreich - 2022: für die Single Zeze - 2023: für die Single Bodak Yellow (Remix) - Kanada - 2020: für die Single Lockjaw - 2022: für die Single Super Gremlin - 2023: für die Single What It Is (Block Boy) - Neuseeland - 2021: für die Single Pills & Automobiles - 2021: für die Single Roll in Peace - 2022: für die Single Transportin’ - Polen - 2024: für die Single Zeze - 2024: für die Single Wake Up in the Sky 2× Platin-Schallplatte - Australien - 2019: für die Single Zeze - Brasilien - 2024: für die Single What It Is (Block Boy) - Neuseeland - 2023: für die Single Wake Up in the Sky - 2024: für die Single Drowning - 2025: für die Single Tunnel Vision 3× Platin-Schallplatte - Neuseeland - 2023: für die Single Zeze 8× Platin-Schallplatte - Kanada - 2024: für die Single Drowning |

Anmerkung: Auszeichnungen in Ländern aus den Charttabellen bzw. Chartboxen sind in ebendiesen zu finden.
| Land/RegionAuszeichnungen für Musikverkäufe (Land/Region, Auszeichnungen, Verkäufe, Quellen) | Silber     | Gold       | Platin       | Diamant  | Verkäufe   | Quellen              |
| -------------------------------------------------------------------------------------------- | ---------- | ---------- | ------------ | -------- | ---------- | -------------------- |
| Australien (ARIA)                                                                            | —          | —          | 5× Platin5   | —        | 350.000    | aria.com.au          |
| Brasilien (PMB)                                                                              | —          | —          | 3× Platin3   | —        | 120.000    | pro-musicabr.org.br  |
| Dänemark (IFPI)                                                                              | —          | 5× Gold5   | Platin1      | —        | 280.000    | ifpi.dk              |
| Deutschland (BVMI)                                                                           | —          | Gold1      | —            | —        | 200.000    | musikindustrie.de    |
| Frankreich (SNEP)                                                                            | —          | 2× Gold2   | 2× Platin2   | —        | 600.000    | snepmusique.com      |
| Italien (FIMI)                                                                               | —          | 2× Gold2   | —            | —        | 75.000     | fimi.it              |
| Kanada (MC)                                                                                  | —          | 4× Gold4   | 11× Platin11 | —        | 1.040.000  | musiccanada.com      |
| Neuseeland (RMNZ)                                                                            | —          | 4× Gold4   | 12× Platin12 | —        | 397.500    | radioscope.co.nz NZ2 |
| Österreich (IFPI)                                                                            | —          | Gold1      | —            | —        | 15.000     | ifpi.at              |
| Polen (ZPAV)                                                                                 | —          | 2× Gold2   | 2× Platin2   | —        | 150.000    | olis.pl              |
| Portugal (AFP)                                                                               | —          | 3× Gold3   | —            | —        | 15.000     | Einzelnachweise      |
| Spanien (Promusicae)                                                                         | —          | Gold1      | —            | —        | 30.000     | elportaldemusica.es  |
| Vereinigte Staaten (RIAA)                                                                    | —          | 14× Gold14 | 43× Platin43 | Diamant1 | 60.000.000 | riaa.com             |
| Vereinigtes Königreich (BPI)                                                                 | 7× Silber7 | Gold1      | 2× Platin2   | —        | 3.000.000  | bpi.co.uk            |
| Insgesamt                                                                                    | 7× Silber7 | 40× Gold40 | 81× Platin81 | Diamant1 |            |                      |